# Leucania clavifera
Leucania clavifera là một loài bướm đêm trong họ Noctuidae.